# 貞永
貞永（）は、日本の元号の一つ。寛喜の後、天福の前。1232年から1233年までの期間を指す。この時代の天皇は後堀河天皇、四条天皇。鎌倉幕府将軍は藤原頼経、執権は北条泰時。

## 改元
- 寛喜4年4月2日（ユリウス暦1232年4月23日）：改元。
- 貞永2年4月15日（ユリウス暦1233年5月25日）：天福に改元。

## 貞永期におきた出来事
元年
- 8月10日：御成敗式目が制定される。
- 10月4日：後堀河天皇が2歳の四条天皇に譲位。

## 西暦との対照表
※は小の月を示す。
| 貞永元年（壬辰） | 一月      | 二月  | 三月※ | 四月 | 五月※ | 六月  | 七月※ | 八月※ | 九月 | 閏九月※ | 十月   | 十一月※  | 十二月    |
| ---------------- | --------- | ----- | ----- | ---- | ----- | ----- | ----- | ----- | ---- | ------- | ------ | -------- | --------- |
| ユリウス暦       | 1232/1/24 | 2/23  | 3/24  | 4/22 | 5/22  | 6/20  | 7/20  | 8/18  | 9/16 | 10/16   | 11/14  | 12/14    | 1233/1/12 |
| 貞永二年（癸巳） | 一月      | 二月※ | 三月  | 四月 | 五月※ | 六月※ | 七月  | 八月※ | 九月 | 十月※   | 十一月 | 十二月※  |           |
| ユリウス暦       | 1233/2/11 | 3/13  | 4/11  | 5/11 | 6/10  | 7/9   | 8/7   | 9/6   | 10/5 | 11/4    | 12/3   | 1234/1/2 |           |